# Bla
Koordinaten: 12° 57′ N, 5° 45′ W
Bla ist eine Stadt im Süden von Mali. Sie liegt etwa 82,5 Kilometer südlich von Ségou an der wichtigsten Fernverkehrsstraße des Landes. In Bla leben 61.338 Menschen (Zensus 2009).
Die Stadt ist ein wichtiger Warenumschlagplatz für die nordöstlich gelegenen Städte Mopti und Gao sowie für das südlich gelegene Sikasso und den Export nach Burkina Faso und Elfenbeinküste.
Bla ist die Hauptstadt der „Djonka“, einer Untergruppe der Bambara.